# Баджиль
Баджиль (араб. باجل‎) — город в Йемене.

## География
Расположен в западной части страны, в мухафазе Ходейда, на высоте 207 м над уровнем моря. Административный центр одноимённого округа.

## Население
По данным на 2013 год численность населения города составляла 69 435 человек.
Динамика численности населения города по годам:
| 1994   | 2004   | 2013   |
| ------ | ------ | ------ |
| 40 561 | 55 016 | 69 435 |